# دکیموس یونیوس بروتوس آلبینوس
دکیموس یونیوس بروتوس آلبینوس (به لاتین: Decimus Iunius Brutus Albinus) (حدود ۲۷ آوریل ۸۰-۸۵ پیش از میلاد - ۴۳ پیش از میلاد) یک سیاستمدار و نظامی جمهوری روم بود. او در قتل ژولیوس سزار مشارکت داشت.

## خانواده
دکیموس یونیوس بروتوس برخواسته از خانواده‌ای پاتریسی و فرزند مردی به همین نام ــ که در سال ۷۷ پیش از میلاد کنسول روم بوده ــ و همسر او به‌نام سمپرونیا بود. بعدها توسط آئولوس پُستومیوس آلبینوس به فرزندخواندگی پذیرفته شد و بدین‌ترتیب دکیموس یونیوس بروتوس آلبینوس نامیده‌شد.

## دوست سزار
نخستین خدمت نظامی خود را زیر نظر ژولیوس سزار (که آن هنگام پروکنسول بود) در گالیا گذراند. در آنجا در سال ۵۶ قبل از میلاد ناوگان رومی که ونت‌ها و متحدانشان را در اقیانوس اطلس شکست داد را رهبری نمود. و همین‌طور در جنگ داخلی میان سزار و پومپیئوس در سال ۴۹ ق. م ناوگان سزار را رهبری کرد و اهالی مارسی که از پومپیئوس جانبداری می‌کردند را در نبردی دریایی شکست داد و با محاصره‌ی بندرشان، آنان را به تسلیم واداشت.
در سال ۴۸ ق. م که جنگ داخلی با پومپیئوس به شرق کشانده‌شد، سزار او را به فرمانداری سرزمین گالیا (که به‌تازگی با پایان جنگ‌های گالی منقاد شده‌بود) گماشت، جایی که شورش قبیله بلُواکی‌ها را سرکوب کرد. پس از پیروزی، سزار پاداش‌های بزرگی به او ــ که دوست صمیمی‌اش بود ــ اعطا کرد؛ برای نمونه در سال ۴۵ ق. م و سال بعد از آن پرایتور روم بود، و به‌عنوان پروپرایتور بر گالیا کیسالپینا حکمرانی کرد. متعاقباً پیش از مرگ دیکتاتور (سزار) برای سال ۴۲ ق. م به کنسولی انتخاب شده‌بود.

## قاتل سزار

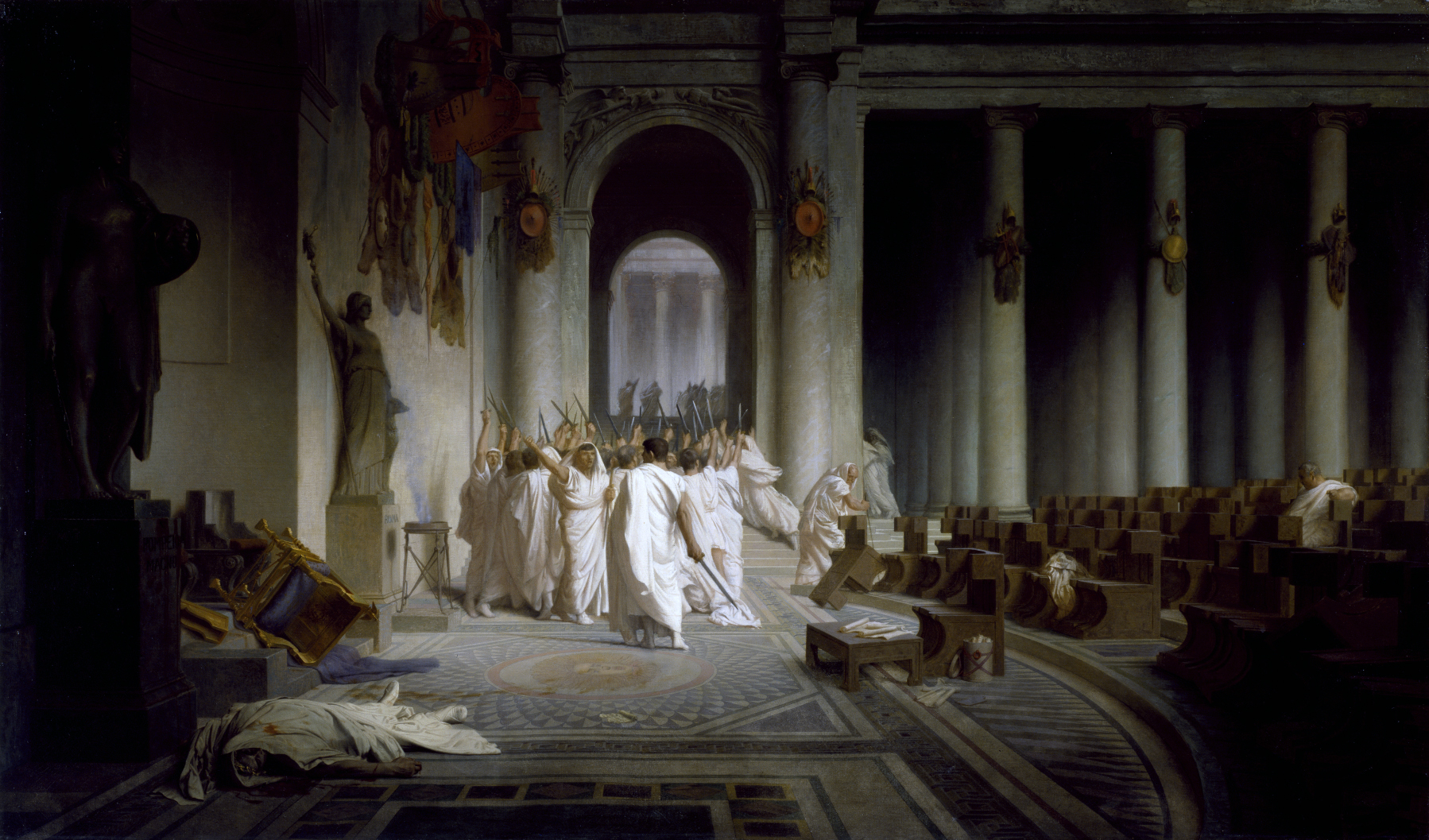
قتل ژولیوس سزار. نقاشی از ژان-لئون ژروم

با این حال دکیموس بروتوس یکی از توطئه‌کنندگانی بود که دیکتاتور را در نیمه‌مارس ۴۴ قبل از میلاد به قتل رساندند. سزار خود به دکیموس بروتوس بسی اعتماد داشت به‌حدی که هیچگاه به نیت وی سوءظن نداشته و در وصیت‌نامه خود او را دومین وارث خود نامیده‌بود. پس از قتل سزار، دکیموس با مارکوس آنتونیوس (کنسول آن سال) دشمن شد. با آغاز سال ۴۳ قبل از میلاد، هنگامی‌که مارکوس آنتونیوس قصد داشت استان گالیا کیسالپینا را از او بگیرد، دکیموس به تندی واکنش نشان داد و به موتینا (مودنای امروزین) عقب‌نشینی کرد. هنگامی که دکیموس در مودنا محاصره شد، سنا (با تلاش سیسرون) آنتونیوس را «دشمن عامه» شناخت و ارتشی تحت رهبری کنسول‌های آن سال یعنی گایوس ویبیوس پانسا و آئولوس هیرتیوس و همچنین گایوس اوکتاویانوس نوزده‌ساله را ــ که به دور خود کهنه‌سربازان پدرخوانده‌اش (سزار) را جمع‌آوری کرده‌بود ــ با هدف رهایی دادن دکیموس بروتوس از محاصره فرستاد. آنتونیوس در موتینا مغلوب شد و با باقی ارتش به گالیا ناربوننسیس عقب‌نشست. در این هنگام سنا برای دکیموس بروتوس یک تریومف اعلام کرد.
دکیموس با وجود سربازانی خسته به تعقیب دشمن فراری‌اش ادامه داد و رشته کوه آلپ را دور زد، امّا متعاقباً آنتونیوس و مارکوس امیلیوس لپیدوس نیروهای خود را در یکدیگر ادغام کردند و اکتاویانوس هم که جناح سناتوری را ترک گفته‌بود با اینان وارد اتحادی شد که به تریوم‌ویرات دوم موسوم است. اکنون که دکیموس بروتوس از سوی سربازانش و نیز لوکیوس موناتیوس پلانکوس (فرماندار گالیا کوماتا) رها شده‌بود، ملبس به لباس گالیایی مخفیانه در تلاش برای گریز به‌سوی راین بود تا در مقدونیه به دو قاتل دیگر سزار (مارکوس یونیوس بروتوس و لونگینوس) بپیوندد، در میان راه توسط یک سردسته گالیایی از قبیله سکوان‌ها که در اثر جنگ‌های گالی او را می‌شناخت دستگیر و به فرمان آنتونیوس مقتول شد.

## پانوشت‌ها
1. ↑  Giolio Cesare. De bello Gallico. ج. III. ص. ۱۱-۱۵.
2. ↑  Titus Livius. Periocae. ص. ۱۱۴.
3. ↑  Nicolaus Damascenus. de Vita Augusti. ج. XXLL. ص. ۷۷.
4. ↑  Plutarchus. Brutus. ج. XII.
5. ↑  Titus Livius. Periocae. ص. ۱۲۰.